# تثبيت مشبكي
يُعتبر التثبيت المشبكي أمرًا بالغ الأهمية في الجهاز العصبي النامي والبالغ على حد سواء ويحدث كنتيجة للطور المتأخر من التأييد طويل الأمد (إل تي بّي). تشمل الآلية الكامنة خلف التثبيت المشبكي تقوية المشابك النشطة والحفاظ عليها من خلال زيادة التعبير عن عناصر النسيج البيني خارج الخلية والهيكل الخلوي بالإضافة إلى بروتينات السقالة ما بعد المشبكية، مع تقليم المشابك غير النشطة. على سبيل المثال، تلعب جزيئات التصاق الخلايا (سي إيه إم إس) دورًا كبيرًا في الحفاظ على المشابك وتثبيتها. اكتشف جيرالد إيدلمان جزيئات التصاق الخلايا ودرس وظيفتها أثناء مراحل التطور، إذ أظهر أن هذه الجزيئات ضرورية من أجل عملية هجرة الخلايا وتكوين الجهاز العصبي بأكمله. في الجهاز العصبي البالغ، تلعب جزيئات التصاق الخلايا دورًا تكامليًا في اللدونة المشبكية ذات الصلة بالتعلم والذاكرة.

## أنواع جزيئات التصاق الخلايا

### جزيئات التصاق الخلايا المشبكية
تلعب جزيئات التصاق الخلايا (سي إيه إم إس) المشبكية دورًا جوهريًا في تحديد مسار المحوار والتأسيس المشبكي بين العصبونات خلال مراحل تطور الجهاز العصبي، بالإضافة إلى اعتبارها عضوًا تكامليًا في العديد من العمليات المشبكية بما في ذلك المحاذاة الصحيحة لمسارات نقل الإشارة ما قبل المشبكية وما بعد المشبكية، وإعادة التدوير الحويصلي فيما يتعلق بالإدخال الخلوي والإخراج الخلوي، وتكامل المستقبلات ما بعد المشبكية والتثبيت على الهيكل الخلوي بهدف ضمان استقرار المكونات المشبكية.
تمثل جزيئات التصاق الخلايا المشبكية (المعروفة أيضًا باسم «سي إيه دي إم» أو الجزيئات الشبيهة بالنيكيتين) نوعًا محددًا من جزيئات التصاق الخلايا الموجودة لدى الفقاريات والمسؤولة عن تعزيز نمو المشابك الاستثارية (غير التثبيطية) وتثبيتها. توجد جزيئات التصاق الخلايا المشبكية بشكل أساسي في الدماغ في المواقع ما قبل المشبكية وما بعد المشبكية على حد سواء وتتكون بنيتها من مجالات الربط «إف إي آر إم» و«بّي دي زد» داخل الخلوية، بالإضافة إلى مجال عبر خلوي مفرد وثلاثة مجالات «آي جي» خارج خلوية. خلال تطور الجهاز العصبي، تعمل جزيئات التصاق الخلايا مثل «سي إيه إم» المشبكية 1 بمثابة «مستشعرات اتصال» لمخاريط نمو المحوار التي تتراكم بسرعة عند حدوث الاتصالات المحوارية التغصنية وتساعد في تشكيل مركب التصاق مستقر.
تشكل «سي إيه إم» المشبكية 1 جنبًا إلى جنب مع النيوروليجين النوعين الكافيين من جزيئات التصاق الخلايا من أجل بدء تكوين النهايات ما قبل المشبكية، إذ تسمح إضافة «سي إيه إم» المشبكية 1 إلى وسائط الخلايا العصبونية وغير العصبونية المزروعة معًا بتأسيس النهايات ما قبل المشبكية. يسمح الربط المقتصر على المطابق لجزيئين من «سي إيه إم» المشبكية 1 على الأرجل الكاذبة الخيطية لمخروط نمو المحوار والشوكة التغصنية بحدوث اتصال أولي بين الخلية ما قبل المشبكية والخلية ما بعد المشبكية.
تنتمي جزيئات التصاق الخلايا المشبكية إلى فوق فصيلة «آي جي» من البروتينات. تتفاعل مجالات «بّي دي زد» من جزيئات التصاق الخلايا المشبكية المدمجة داخل الغشاء ما بعد المشبكي مع بروتين السقالة ما بعد المشبكي «بّي إس دي - 95» ما يساهم في تثبيت المركب على الهيكل الخلوي.